# Лукаш, Олег Михайлович
Олег Михайлович Лукаш (6 апреля 1972) — советский и украинский футболист, нападающий.

## Биография
Родился 6 апреля 1972 года. Играл в командах «Автомобилист» (Сумы), «Нефтяник» (Ахтырка), «Металлист» (Харьков). В сезоне 1997/98 гг. в составе «Металлиста» завоевал право выступать в высшей лиге чемпионата Украины. Дебют в «вышке» — 11 июля 1998 года	«Металлист» — «Динамо» (Киев) — 1:6. После выхода в высшую лигу, потерял место в основном составе «металлиста». Продолжил карьеру в «Николаеве», с которым в том же сезоне выбыл в первую лигу. Вернулся в «Металлист», а затем в «Нефтяник». Завершил карьеру в сумской команде «Фрунзенец-Лига-99» в 2002 году.